# Marton József (alszolgabíró)
Nemesnépi Marton József (Andráshida, Zala vármegye, 1797. április 5. – Andráshida, Zala vármegye, 1858. július 16.) jogász, táblabíró, andráshidai birtokos, egerszegi, majd zalalövői alszolgabíró. 

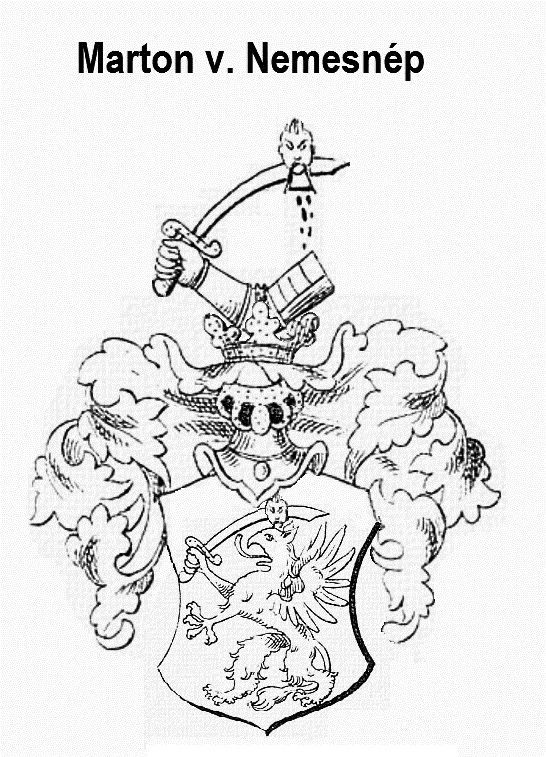
A nemesnépi Marton család címere

## Családja és származása

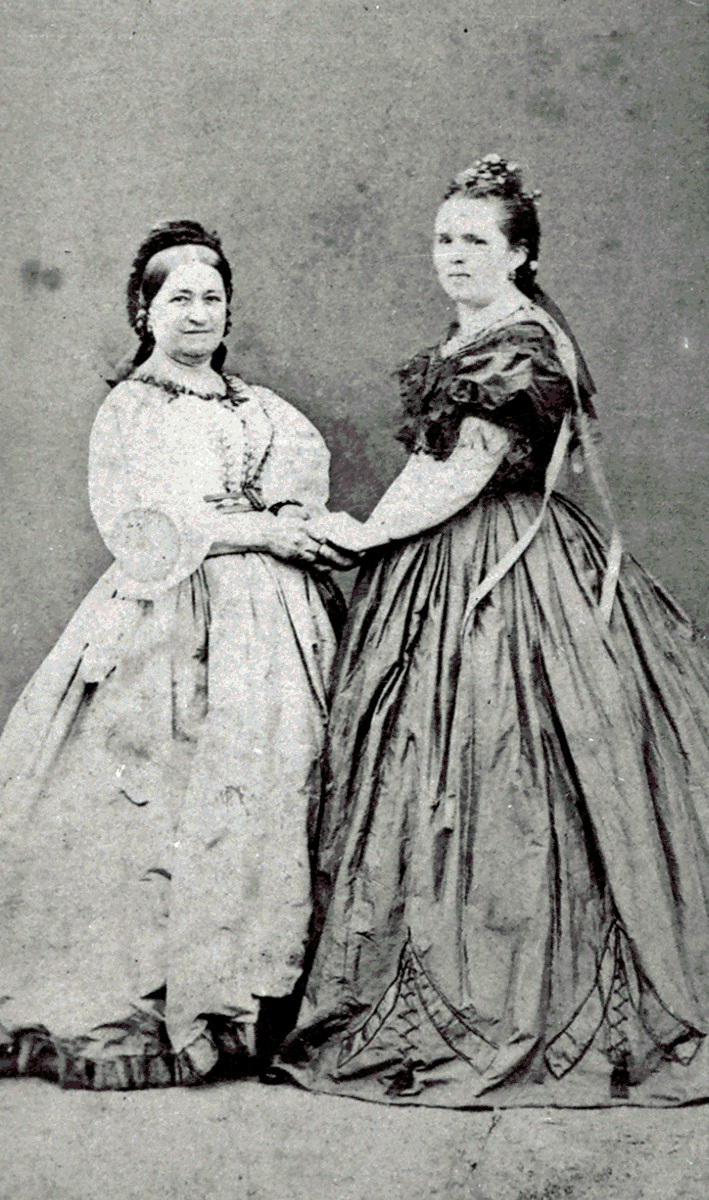
Nemesnépi Marton Józsefné verbói Szluha Rozália (1816–1883) és egyetlenegy lánya, boldogfai Fakas Ferencné nemesnépi Marton Zsófia (1842-1900), nemesvitai Viosz Lajos özvegye

A Zala vármegyei nemesi származású nemesnépi Marton család sarja, amelynek az első ismert említése 1490-ből származott. Apja ifjabb nemesnépi Marton György (1767–1843), táblabíró, a zalalövői járás alszolgabírája, 1809-ben a zalai nemesi inszurrekcióban alhadnagy, tófeji (söjtöri), bocföldi, kispáli, teskándi, zalaboldogfai és andráshidai földbirtokos, anyja a petrikeresztúri Patay családnak a sarja, petrikeresztúri Patay Rozália (1779–1845) úrnő volt. Apai nagyszülei nemesnépi Marton György (1730–1795) táblabíró, jogász, a zalalövői járás főszolgabírája és boczföldei Visy Anna (1743–1817) voltak. Anyai nagyszülei patai Patay László (1738-1795), alsó- és felső-söjtöri földbirtokos és baranyavári Baranyay Anna (1760–1823) voltak; az utóbbi asszonynak az anyja baranyavári Baranyay István hahóti postamesterné nagymádi és várbogyai Bogyay Anna (1730–1769) asszony volt. Édesanyjának az apai nagyanyai dédanyja patai Patay Istvánné Bán Erzsébet, aki egyben Kerpacsics István zalaegerszegi várnagyné csányi Csány Katalinnak (fl. 1666) az unokája volt, aki az Árpád-korig visszavezethető ősrégi Buzád-Hahót nembeli család sarja; Kerpacsics Istvánné Csány Katalinnak a nagyapja csányi Csány Bernát (fl. 1549–1581), Zala vármegye alispánja, országgyűlési követe, földbirtokos volt. Marton Józsefnek a keresztszülei lovászi és szentmargitai Sümeghy József (1757–1832), a majdani zalai alispán és neje lovászi Jagasics Julianna (1775–1804) voltak. Fivére nemesnépi Marton Pál (1806–1893) jogász, söjtöri földbirtokos volt; mindkét nemesnépi Marton fivér közeli baráti kapcsolatot ápolt a szintén söjtöri birtokos kehidai Deák Ferenccel, és egyben a liberális politikai reformjait is támogatták. Húga nemesnépi Marton Anna (1802–1843) volt, akinek a férje novakoveczi Tomasich János (1796–1856), ügyvéd táblabíró, földbirtokos; Marton Józsefnek a húga révén unokaöccse novakoveczi Tomasich Sándor (1837–1896), Zala vármegye főpénztárnoka, földbirtokos volt. Marton Józsefnek egyik másik unokaöccse nemesnépi Marton László (1857–1915), Zala vármegye főpénztárnoka, földbirtokos. Marton László főpénztárnoknak a fia dr. nemesnépi Marthon György (1907–1968), Zala vármegye másodfőjegyzője, tiszteletbeli főszolgabírója, jogász, földbirtokos volt.

## Élete
A liberális érzelmű Marton József bölcsészetet tanult Szombathelyen, később pedig 1818-ban a jogi tanulmányait a Győri Királyi Jogakadémián végezte hova a reformkori megyei értelmiség járt tanulni. 28 évesen a zalaegerszegi járás esküdtjévé nevezték ki; ezt a tisztséget 1825. június 6-a és 1829. június 1-je között töltötte be. 1829. június 1-jétől 1831. június 20-áig a zalaegerszegi járás alszolgabírája volt. 1832. január 19-e és 1837. szeptember 25-e között a zalalövői alszolgabíró volt. Az agglegény nyugdíjba vonult és az andráshidai földbirtokán gazdálkodott; az úgy nevezett Marton kastélyban lakott. 1845-ben Deák Ferenc mellett valamint több zalai nemes úr mellett Marton József és öccse Marton Pál szerepelt az önkéntes adózók között.
A már 51 éves nemesnépi Marton József az 1848-as szabadságharcot lelkesen támogatta mind anyagilag mind szervezéssel. 1848. március 15-én jelen volt a zalai megyegyűlésen, amikor a szabadságharc kitört. A szabadságharc leverése után, 1849-ben egy nagy osztrák hadosztály betört Zalába Körmend felől. Az osztrák katonák, amelyeket lovag Nándor von Dondorf őrnagy vezérelt, 1849. július 8-án éjjel Andráshidát megszállták és az utcákon valamint a Zala folyó mellett tábort ütöttek. Dondorf őrnagy Andráshidán szabad rablást engedélyezett katonáinak; éjfélig a lovak számára csak szénát, abrakot, a legénység részére ételt italt követelt. Az utcákon rakták a tüzeket; kerítést, sőt a kepékből, gabonát is hordtak a tűzre. Éjfél után egyik tiszt azt mondta a katonáknak, hogy néhány óráig ki amit akar rabolhat de senkit ne bántsanak. Az osztrák katonák házról-házra, a szekrényeket, ládákat felnyitni parancsolták, mindent kirabolva (pénzt, ruhát, ezüstnemieket), különösen az özvegyasszonyokat mindenüktől megfosztották annyira, hogy a rajtuk levő ruháikon kívül semmijük sem maradt. Midőn a rablás megkezdetett Marton József a cselédeinek a falu harangja félreverését parancsolta, hogy azonnal jelentsék a veszélyt, azonban éppen ezért a földesurat egy nagy verés után a megszállók vérben hagyták. Jó barátait és egyben szomszédait vizlendvai Vizlendvay Lajos (1792–1855) és nemesnépi Zakál György (1791–1866) andráshidai földbirtokosokat kirabolták és bántalmazták. Összesen végül az osztrák katonák Andráshidából 4732 frt értékű holmit raboltak el. A kegyetlen támadást túlélte, azonban az anyagi veszteségei a kastélyában és majorságában számlálhatatlanok voltak. 1858. július 16-án Andráshidán hunyt el felesége és egyetlen lánya mellett.

## Házassága és gyermeke

A verbói Szluha család köznemesi címere

Felesége a római katolikus nemesi verbói Szluha család sarja, verbói Szluha Rozália (Nemesnép, 1816. február 22.– Andráshida, 1883. július 9.) asszony, akinek a szülei a felvidékről elszármazott verbói Szluha János (1789–1829), szentgyörgyvölgyi seborvos, kisszegi földbirtokos és nemes Kováts Zsuzsanna Cecília (1790–1847) voltak. A család felmenői Szluha Márton, János és István  1593. január 19-én nemesi címerlevelet kaptak Rudolf magyar királytól. Nemesnépi Marton Józsefné verbói Szluha Rozáliának az apai ági felmenői között a nemes Vranovics család, amelynek ősei Vranovics Jakab, Márton és György 1685. március 23-án szereztek armálist, a Trencsén vármegyei hodosi Hodossy család, a nemes Tarnóczy család, valamint az ősrégi Ocskay család és a nagylucsei Lipcsey család található. A szerényebb vagyonú Szluha Rozáliának a fivérei Szluha Lajos (1817–1893), szentgyörgyvölgyi takácsmester, kisszegi kisbirtokos, akinek a neje domjánszegi Domján Zsuzsanna (1826–1891), Szluha Károly, szentgyörgyvölgyi posztókészítő mester, valamint Szluha Klára (1814–1847), akinek a férje Melke István (1810–1881), céhmester, kisszegi kisbirtokos volt. A már 45 éves nemesnépi Marton Józsefnek egyetlenegy leánya született Szluha Rozáliától, aki egyben az egyetlen örököse is volt:
- nemesnépi Marton Zsófia (Nemesnép, 1842. augusztus 18.–Andráshida, 1900. április 19.).[9] Első férje: nemesvitai Viosz Lajos (Andráshida, 1836 június 1.–Andráshida, 1869. június 29.), andráshidai birtokos; a második férje: a tekintélyes zalai boldogfai Farkas család sarja, boldogfai Farkas Ferenc (Boldogfa, Zala vármegye, 1838. szeptember 15. – Zalaegerszeg, 1908. január 20.), földbirtokos, Zala vármegye számvevője, a vármegye pénzügyi számellenőre, vármegyei bizottsági tag volt.[10][11]